# 文久の改革
文久の改革（ぶんきゅうのかいかく）は、文久2年（1862年）に江戸幕府で行われた一連の人事・職制・諸制度の改革である。嘉永7年（1854年）の開国以来の混沌とした政治情勢を受けて、半ば非常時の体制へ移行したものであるが、その主導者は幕府自身（幕閣）ではなく、薩摩藩主の父・島津久光および朝廷の公武合体派公卿らの主導で出された勅使による圧力が掛かり、やむを得ず改革を行ったものである。

## 経緯
幕政改革は、鎖国体制から開国への移行に伴う尊王攘夷運動の激化、将軍継嗣問題を巡る一橋派と南紀派の対立などの政治的混乱の中で、薩摩藩主・島津斉彬や越前藩主・松平慶永（春嶽）ら、開明的な大名らの間では改革するべき必要性を迫られていた。しかし、斉彬の急死および大老・井伊直弼による安政の大獄における改革派の弾圧などにより先延ばしにされていた。
斉彬の死後、藩主となった実子の島津茂久を補佐する国父の立場となった島津久光は、兄・斉彬の遺志を継ぎ、兄の果たせなかった率兵上京を敢行し、朝廷から勅使を出させることで幕政改革を推し進めようと図った。文久2年（1862年）3月16日、鹿児島を出発した久光の軍勢は4月13日に京都へ入る（以後、すべて日付は旧暦による）。久光は藩主の父ではあるが自身が藩主になったことはなく、しかも無位無官であり、公式な立場は「島津三郎」であった。このような人物が兵を率いて京都へ入り、幕府に無断で公家と接触するなどという事態は、幕府健在のころであれば許されざる暴挙であったが、桜田門外の変以来権威の失墜しつつあった幕府にそれを阻止する力はなかった。
一方、京都で勢力が高まりつつあった尊王攘夷派の志士ら下級武士・浪士は、久光の率兵上京を朝廷主導による武力での尊王攘夷実現、幕府打倒の先兵であると誤解していた。久光の真意はあくまで幕政の改革・公武合体であったため、これら志士たちとの間に摩擦を生じ、自藩の急進派・有馬新七らの粛清を命じている（寺田屋騒動、4月23日）。
久光は権大納言・近衛忠房や議奏・中山忠能、正親町三条実愛ら公家に働きかけ、建白書を提出した。その内容は、安政の大獄の処分者の赦免および復権、前越前藩主・松平慶永の大老就任、御三卿一橋家当主・徳川慶喜を将軍後見とする、過激派尊攘浪士を厳しく取り締まる、などであった。久光の建白は孝明天皇に受け入れられ、5月9日、勅使として大原重徳を江戸へ派遣することが決定した。勅書は久光の意見が大幅に取り入れられたものとなった。
6月7日、久光ら薩摩兵1000人が随行して大原は江戸へ入り、幕府との交渉を開始する。それまで国政を全面委任されていた幕府に対し、朝廷から改革の指示が下るという前代未聞の事態に幕府内は混乱するが、結局その大部分を受け入れざるを得なかった。

## 改革の内容
- 人事改革
  - 若年の将軍・徳川家茂を補佐する役として一橋家当主・徳川慶喜を将軍後見職に任命。前越前藩主・松平慶永を新設の政事総裁職に任命。ここまでは勅書による改革の指示に沿ったものである。
  - これとは別に、京都における尊王攘夷過激派の擡頭によって悪化した治安の取り締まりのため、従来の京都所司代の上に京都守護職を新設し、会津藩主・松平容保を任命した（京都所司代は廃止されていない）。
- 制度改革
  - 参勤交代の緩和 - それまで隔年交代制であった大名の参勤交代を3年に1度に改め、江戸在留期間も100日とした。また、人質として江戸に置かれていた大名の妻子についても帰国を許可することとなった（大名証人制度の緩和）。これは幕府制度確立以来の根本制度の変革であり、幕府権力の低下を意味し、国内外に大いに反響を呼んだ[注釈 3]。
  - 洋学研究の推進 - それまでの蕃書調所を洋書調所と改め、洋学研究を梃入れするとともに、榎本武揚、西周らをオランダへ留学させた。
  - 軍事改革 - 幕府陸軍の設置、西洋式兵制（三兵戦術）の導入、兵賦令（旗本から石高に応じて農兵もしくは金を徴収する）の発布などが行われた。
  - 「服制変革ノ令」の発布 - 4月15日に出され、幕府初期以来礼服に用いられてきた長熨斗・長袴が廃止され、より実用的な服装による形式的な服装・儀礼の簡素化が行われた。
  - 「郡県制の設置」 - 藩を廃止して郡県制にする幕政改革を小栗忠順が提案したが、反対した長州藩を潰すための第二次長州征伐で幕府軍が敗退したため実現しなかった。

## 改革の影響
安政の大獄以来、逼塞に追い込まれていた徳川慶喜・松平慶永らが表舞台に復帰したことにより、幕府の改革は進むかに見えたが、やがて久光との意見の相違が明らかになり、対立する。なお、久光は帰国の最中、生麦事件を起こすこととなった。
改革の必要があったとはいえ、外様大名の父の圧力、およびそれまで政治的実権を有していなかった朝廷の圧力により改革を強要されたことは、幕府の権威に著しいダメージを与えた。それとともに朝廷の権威は相対的に上昇し、幕府は翌年の将軍家茂に対する上洛要求の勅命にも屈する。そして将軍上洛を契機に、幕府の権力も江戸と京都に分裂し、幕府崩壊に至るまで分裂状態は完全に回復されないまま、その寿命を縮めた。
一方、京都でも久光の行動と寺田屋事件などの影響により、薩摩藩・会津藩などを中心とする公武合体（幕政改革）派と、長州藩や真木和泉らの志士などを中心とする尊王攘夷派の間で、京都政界の主導権を巡る対立が激しさを増していく。また勅命の成功によって、それまで政治的発言を封じられていた少壮公卿もまた発言力を増大させ、中川宮朝彦親王・二条斉敬ら公武合体派と三条実美・姉小路公知はじめとする尊攘派公家が激しく対立する。これらの動きが翌年の八・一八政変、翌々年の禁門の変などにつながっていった。